# LASER Airlines
LASER Airlines (Línea Aérea de Servicio Ejecutivo Regional C.A.) es una aerolínea venezolana con sede en Caracas. Opera vuelos de pasajeros regulares y chárters en Venezuela, Sudamérica, El Caribe y Estados Unidos (en alianza con su filial RED Air). Tiene su base en el Aeropuerto Internacional de Maiquetía Simón Bolívar de la Gran Caracas.
Es la aerolínea más elegida por los venezolanos para vuelos domésticos e internacionales, resaltando sobre las otras aerolíneas por enfocarse en destinos de alta demanda que ofrecen conexiones posteriores a sus viajeros. Además cuenta con una puntualidad de 98,8% según el INAC de Venezuela cifra resaltable dada la crisis aérea venezolana.

## Historia
La aerolínea  fue fundada en 1993  e inició operaciones comerciales en 1994. Fue  creada por un grupo de pilotos e inversionistas venezolanos. Realizó su primer vuelo el 11 de marzo de 1994 en la ruta Caracas-Porlamar, con el número de vuelo "LER-911", utilizando un DC-9-14, matrícula YV-852C (s/n 45745), al cual bautizaron con el nombre de  "Aldebarán". Dicho vuelo fue comandado por el Capitán José A. Azpurua y los F/O Juan J. Azpurua y Matias  G. Smith. Operando por mucho tiempo la ruta a la isla de  Margarita (Caracas-Porlamar-Caracas) con un solo avión, no fue sino hasta finales del año 1995 que adquirieron un Boeing 727-200, con el que ampliaron sus rutas nacionales a ciudades como Maracaibo, Barcelona, Guanare, Barinas y con vuelos chárter internacionales a República Dominicana, Aruba, Curaçao y São Paulo. En sus comienzos se caracterizaba  por ofrecer un servicio ejecutivo a bordo de sus aeronaves, las cuales contaban sólo con asiento de clase ejecutiva y un servicio que ofrecía una gran variedad de bebidas al estilo bar abierto, sin ningún cargo extra para el pasajero. 
En la actualidad la aerolínea ha alcanzado el puesto como una de las Líneas Aéreas más importantes del país. Empezó a volar a Miami..En alianza con la compañía World Atlantic Airlines de la cual es socia desde noviembre de 2016 se concretó una alianza mediante la cual se creó el vuelo Miami-Caracas-Miami con una frecuencia diaria.  A esta frecuencia se le sumó una segunda frecuencia al aliarse con IAero Airways para ofrecer mayor comodidad a los pasajeros en ambas frecuencias se logró ampliar el equipaje permitido y operar 2 clases. Ambas se operan con equipos de IAero Airways (B737) disolviendo así la alianza con World Atlantic Airlines. Posteriormente debido a la decisión tomada por el Gobierno de los Estados Unidos, el 15 de mayo de 2019 se suspendieron de manera indefinida los vuelos comerciales y de carga hacia Venezuela desde los Estados Unidos. Debido a esto LASER Airlines crea un centro de conexiones en el Aeropuerto Internacional de La Romana en República Dominicana, sumando una frecuencia adicional a este destino quedando con 2 frecuencias diarias y con la posibilidad de realizar conexión a Miami manteniendo la alianza con IAero Airways. El día 1 de diciembre de 2019 LASER se vio obligado a cancelar su ruta Caracas-Guayaquil-Caracas debido a las complejas exigencias migratorias por parte del Gobierno de Ecuador a los venezolanos; pero a las pocas semanas anunció una nueva ruta a Caracas-Bogotá-Caracas con una frecuencia diaria que empezó a operar desde el 10 de febrero de 2020.
Últimamente han estado en conversaciones con las autoridades de Perú, Chile y Argentina para abrir ruta a estas naciones sudamericanas.

## Destinos
| Países                        | Destinos                  | Aeropuertos                                            | Desde                                    |
| ----------------------------- | ------------------------- | ------------------------------------------------------ | ---------------------------------------- |
| Colombia                      | Bogotá                    | Aeropuerto Internacional El Dorado                     | Caracas                                  |
| Curazao                       | Willemstad                | Aeropuerto Internacional Hato                          | Caracas                                  |
| España                        | Madrid                    | Aeropuerto Adolfo Suárez Madrid-Barajas                | Caracas (opera Plus Ultra Líneas Aéreas) |
| Venezuela                     | Barcelona, Anzoátegui     | Aeropuerto Internacional Gral. José Antonio Anzoátegui | Caracas                                  |
| Venezuela                     | Caracas, Distrito Capital | Aeropuerto Internacional de Maiquetía Simón Bolívar    | HUB                                      |
| Venezuela                     | Ciudad Guayana, Bolívar   | Aeropuerto Internacional Manuel Piar                   | Caracas y Porlamar                       |
| Venezuela                     | El Vigía, Mérida          | Aeropuerto Juan Pablo Pérez Alfonzo                    | Caracas                                  |
| Venezuela                     | La Fría, Táchira          | Aeropuerto Internacional Francisco García de Hevia     | Caracas                                  |
| Venezuela                     | Maracaibo, Zulia          | Aeropuerto Internacional de La Chinita                 | Caracas                                  |
| Venezuela                     | Porlamar, Nueva Esparta   | Aeropuerto Internacional del Caribe Santiago Mariño    | Caracas                                  |
| Total: 12 destinos, 5 países. |                           |                                                        |                                          |

### Antiguos destinos
| Países               | Destinos         | Aeropuertos                                 |
| -------------------- | ---------------- | ------------------------------------------- |
| Aruba                | Oranjestad       | Aeropuerto Internacional Reina Beatrix      |
| Estados Unidos       | Miami            | Aeropuerto Internacional de Miami           |
| México               | Cancún           | Aeropuerto Internacional de Cancún          |
| Panamá               | Ciudad de Panamá | Aeropuerto Internacional de Tocumen         |
| República Dominicana | Punta Cana       | Aeropuerto Internacional de Punta Cana      |
| Venezuela            | Barquisimeto     | Aeropuerto Internacional Jacinto Lara       |
| Venezuela            | Las Piedras      | Aeropuerto Internacional Josefa Camejo      |
| Venezuela            | Maturín          | Aeropuerto Internacional José Tadeo Monagas |
| Venezuela            | Valencia         | Aeropuerto Internacional Arturo Michelena   |

### Códigos compartidos
- Plus Ultra Líneas Aéreas.

## Flota

### Flota actual
La aerolínea posee las siguientes aeronaves operativas:
| Aeronaves               | En servicio | Estacionados | Pedidos | Pasajeros                                         | Pasajeros                                         | Pasajeros                                         | Matrículas                                        | Antigüedad                                        | Notas                                             |
| Aeronaves               | En servicio | Estacionados | Pedidos | C                                                 | Y                                                 | Total                                             | Matrículas                                        | Antigüedad                                        | Notas                                             |
| ----------------------- | ----------- | ------------ | ------- | ------------------------------------------------- | ------------------------------------------------- | ------------------------------------------------- | ------------------------------------------------- | ------------------------------------------------- | ------------------------------------------------- |
| Airbus A330-300         | 1           | —            | —       | 30                                                | 277                                               | 307                                               | EC-ONX                                            | 19.1 años                                         | Operado por Plus Ultra                            |
| McDonnell Douglas MD-81 | 1           | 3            | —       | —                                                 | 163                                               | 163                                               | YV1240                                            | 35,1 años                                         |                                                   |
| McDonnell Douglas MD-81 | 1           | 3            | —       | —                                                 | 163                                               | 163                                               | YV1243                                            | 34,9 años                                         | Estacionado desde 2024 en CCS                     |
| McDonnell Douglas MD-81 | 1           | 3            | —       | —                                                 | 163                                               | 163                                               | YV480T                                            | 33,3 años                                         | Estacionado desde 2023 en CCS                     |
| McDonnell Douglas MD-81 | 1           | 3            | —       | —                                                 | 163                                               | 163                                               | YV653T                                            | 31,2 años                                         | Estacionado desde 2022 en CCS                     |
| McDonnell Douglas MD-82 | 2           | 2            | —       | 16                                                | 124                                               | 140                                               | YV2923                                            | 37,2 años                                         | Estacionado desde 2024 en CCS                     |
| McDonnell Douglas MD-82 | 2           | 2            | —       | 16                                                | 124                                               | 140                                               | YV2945                                            | 37,2 años                                         | Servicio C.                                       |
| McDonnell Douglas MD-82 | 2           | 2            | —       | 16                                                | 124                                               | 140                                               | YV3145                                            | 37,1 años                                         |                                                   |
| McDonnell Douglas MD-82 | 2           | 2            | —       | 16                                                | 124                                               | 140                                               | YV670T                                            | 35 años                                           |                                                   |
| McDonnell Douglas MD-83 | 2           | —            | —       | 16                                                | 124                                               | 140                                               | YV3465                                            | 38,1 años                                         |                                                   |
| McDonnell Douglas MD-83 | 2           | —            | —       | 12                                                | 129                                               | 141                                               | YV3445                                            | 38,1 años                                         |                                                   |
| Total                   | 7           | 5            | 1       | Edad media de la flota (abril de 2025): 33,8 años | Edad media de la flota (abril de 2025): 33,8 años | Edad media de la flota (abril de 2025): 33,8 años | Edad media de la flota (abril de 2025): 33,8 años | Edad media de la flota (abril de 2025): 33,8 años | Edad media de la flota (abril de 2025): 33,8 años |

### Flota histórica
| Aeronaves                 | Total | Introducido | Retirado | Matrículas                                                            | Notas                                                          |
| ------------------------- | ----- | ----------- | -------- | --------------------------------------------------------------------- | -------------------------------------------------------------- |
| McDonnell Douglas DC-9-10 | 1     | 1994        | 2006     | YV-852C (re-reg. YV-977C y YV1382)                                    |                                                                |
| McDonnell Douglas DC-9-30 | 6     | 1999        | 2016     | YV-881C, YV231T, YV-1122C, YV-1121C (re-reg. YV167T), YV331T y YV332T | Se retiraron en 2016 y fueron reemplazados por los MD-81/82/83 |
| Boeing 727-200            | 3     | 1995        | 1999     | YV-909C, YV-910C y YV-880C                                            | Fueron reemplazados en 1999 por los DC-9-30                    |